# Protocolo de Madrid de 1885

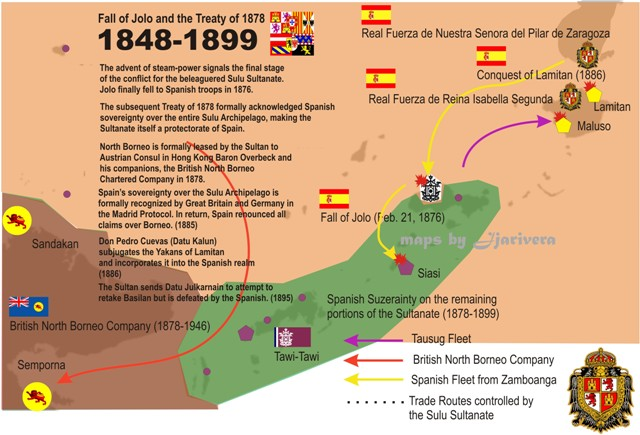
El Protocolo de Madrid de 1885 puso a Borneo del Norte bajo el control de la Compañía Británica de Borneo del Norte, mientras que el archipiélago de Sulu y el resto de las islas Filipinas estaban bajo el control de las Indias Orientales españolas.

El Protocolo de Madrid de 1885 es un acuerdo internacional firmado por Reino Unido, Alemania y España en Madrid (España) en 1885, reconociendo la soberanía española sobre el archipiélago de Joló y la renuncia de este país a reclamaciones sobre Borneo.

## Historia
El 22 de enero de 1878, el Sultanato de Joló y un enviado comercial de Alfred Dent y el Barón von Overbeck firmaron un acuerdo por el que el norte de Borneo era cedido a los británicos. Dependiendo de la traducción del acuerdo empleada, esta cesión era temporal, o definitiva.
El Sultanato de Joló se situó bajo soberanía española tras la firma de las "Bases de Paz y Capitulación" por el Sultán de Joló y la Corona de España en Joló el 22 de julio de 1878.
En 1885, Reino Unido, Alemania y España firmaron el Protocolo de Madrid para consolidar la influencia española en Filipinas, estableciendo el límite del área de influencia española en la región y reconociendo la soberanía española sobre el archipiélago de Joló. En el mismo acuerdo, España renunciaba a cualquier reclamación sobre el norte de Borneo.

El Gobierno español renuncia, en lo que respecta al Gobierno del Reino Unido, a todos los reclamos de soberanía sobre el territorio del continente de Borneo, que pertenecen o que han pertenecido en el pasado al Sultán de Sulu (Joló), y que comprenden las islas vecinas de Balambangan, Banguey y Malawali, así como todos aquellos comprendidos dentro una zona de tres leguas marítimas de la costa, y que forman parte de los territorios administrados por la compañía llamada "British North Borneo Company."
Artículo III.

Otro punto importante en relación con el acuerdo se refiere al artículo IV, que establece garantías de ninguna restricción sobre el comercio de las partes del protocolo dentro del archipiélago de Joló y el norte de Borneo.